# Geboortekerk van de Moeder Gods in Krylatskoje
De Geboortekerk van de Moeder Gods in Krylatskoje (Russisch: Храм Рождества Пресвятой Богородицы) is een Russisch-orthodox kerkgebouw in het Westelijk Administratieve Okroeg van de Russische hoofdstad Moskou en ligt midden in een heuvelachtig groengebied van het voormalige dorp Krylatskoje (Russisch: Крылатское). De kerk behoort tot het Decanaat van de Heilige Michaël van het bisdom Moskou. De dorpskerk is het enig overgebleven gebouw van het oude dorp Krylastkoje dat een aantal decennia geleden volledig werd gesloopt.

## Geschiedenis
De kerk werd in het dorp Krylatskoje gebouwd in de jaren 1862-1877 ter vervanging van een houten kerk uit 1714. Het verzoek daartoe was afkomstig van de dorpelingen en parochianen uit omringende dorpen omdat de houten kerk te klein was geworden voor het toenemende aantal gelovigen. De kerk en de refter werden voltooid in 1868, terwijl enkele jaren later de bouw van de toren begon en in 1877 eindigde. In de kerk werd vanaf de 19e eeuw tot 1930 het Roednenskaja Icoon van de Moeder Gods bewaard. Lokale bewoners zouden het icoon hebben gevonden bij een bron met genezende werking in de buurt van de kerk. Bij de bron werd op de vindplaats van het icoon een kapel opgericht.

## Sovjet-periode
Het originele icoon werd in 1936 samen met andere kerkelijke gebruiksvoorwerpen uit de kerk gehaald en naast de kerk op het plein verbrand. De kerk gesloten en de kapel bij de bron afgebroken. Onder het voorwendsel dat de kerk door Duitse vliegtuigen zou kunnen worden gebruikt als oriëntatiepunt, werden de koepel van de kerk en de klokkentoren in 1941 tot de eerste verdieping gesloopt. De kerk werd door de dorpelingen gebruikt als opslag voor o.a. brandhout. Daarna stond de kerk voor een lange periode leeg. Sinds 1960 werd het dorp voor de aanleg van een nieuwe woonwijk van Moskou afgebroken en in 1980 werd ook de begraafplaats van de kerk verwoest.

## Heropening
In 1989 werd de kerk teruggegeven aan de Russisch-orthodoxe Kerk. Nog in hetzelfde jaar werden de erediensten hervat. De kerk werd gerestaureerd, opnieuw van beschildering voorzien en de klokkentoren herbouwd. Er zijn plannen om de kapel bij de bron te herbouwen.